# Szeminol indiánok
A szeminol indiánok egy floridai indián népcsoport az Amerikai Egyesült Államokban. A 18. században alakultak ki a mai Georgia, Mississippi és Alabama államokból származó krík indiánokból és szökött fekete rabszolgákból.

## Aszeminolszó jelentése

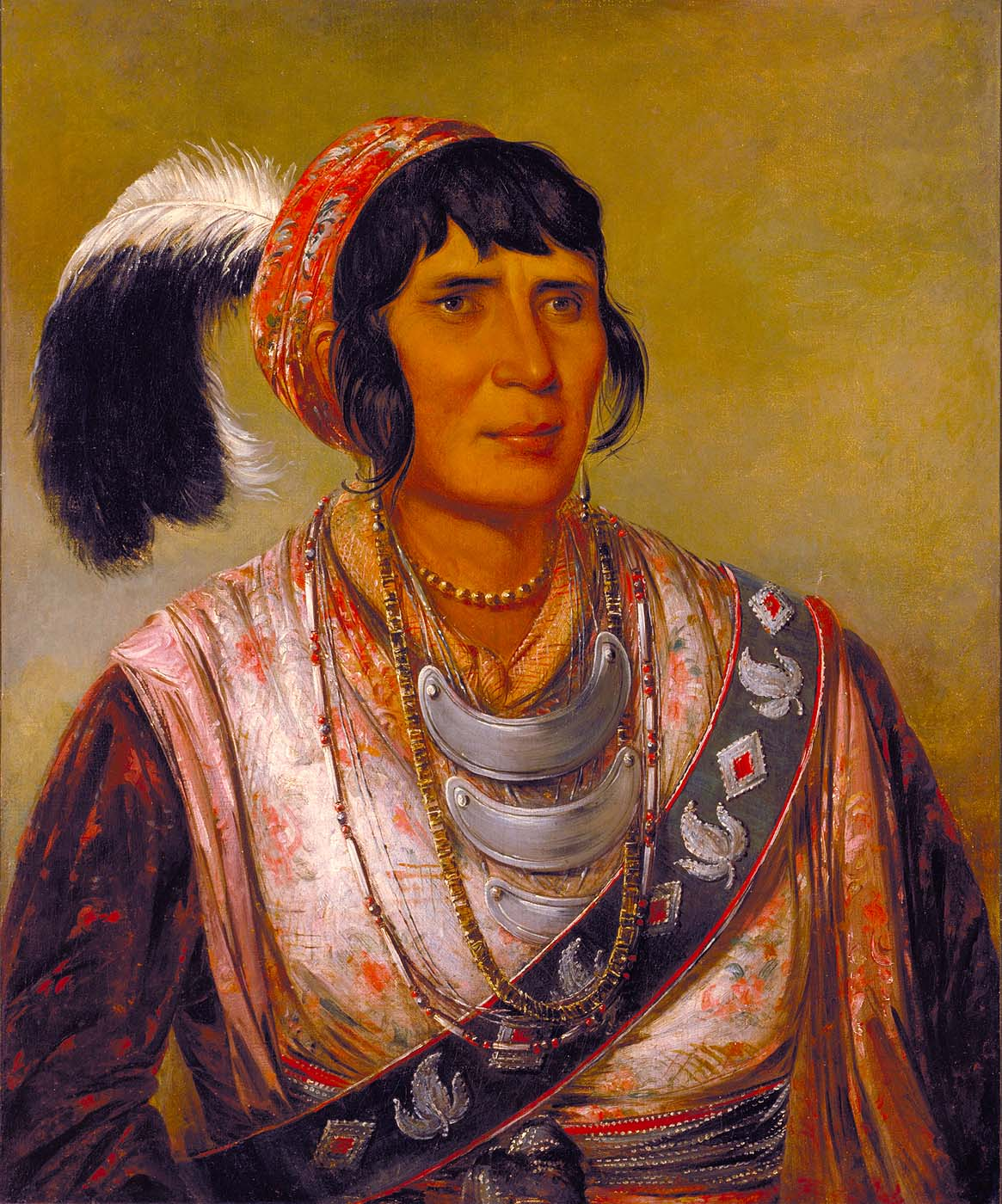
Osceola (1804-1838), szeminol törzsfőnök

Egyik feltételezés szerint a krík szó „ishi seminoli” jelentése „ az emberek, akiket a Napisten nem kedvel”. De valószínűbb, hogy a spanyol „Cimarron” szóból ered, melynek jelentése átvitt értelemben szökevény vagy vadság. Többnyire háziasított állatokra alkalmazták a szót, amelyek visszatértek a vadonba.

## Történetük

### Florida őslakói
Amikor Juan Ponce de León először a Floridai-félszigetre érkezett, a területnek kb. 100 ezer indián lakosa lehetett. A bennszülötteknek adott nevek, amelyet a spanyolok használtak az itteni őslakókra: apalachee, timucan, tocobaga, calusa, tequesta, matecumbe stb. voltak. A szeminol név nem fordult elő. Így a 18. század előtt említett indiánok nem voltak szeminolok.
Mivel az európaiakat nem érdekelték azok a területek, ahol nem voltak mély vizek, jó kikötők, Florida 99%-a a 18. század második feléig az indiánoké volt. 1763-ban, amikor a spanyolok átadták Floridát az angoloknak, az indián lakosságot áttelepítették Kubába.

### A szeminolok eredete és kialakulása
Sosem fogjuk tudni, hogy a 18. század elején milyen jelentős északi indián csoportok voltak. Ami biztos, hogy a Yamassee indián nevet 1716-ban Georgiában említik.
A 18. század folyamán az európaiak letelepedtek Karolina, Georgia, Tennessee és Alabama területeire. A korai európai telepesek a különböző indián csoportoknak, törzseknek a legkülönfélébb önkényesen választott elnevezést adták. Az indiánok azonban nagyon ritkán hivatkoztak magukra ezeken az elnevezéseken. Az észak-amerikai kontinens délkeleti részén élő törzseket a telepesek krík, mikaszuki, yamassee, yuchi, oconee, guale, eufala stb. indiánoknak nevezték, törzsszövetségüket pedig a „Krík Szövetségként” (The Creek Confederacy) emlegették, de a szeminol nevet ekkor sem használták.
Az indiánok száma jelentősen csökkent az európai hódítás következtében. Ahol a fehérek megjelentek az őslakosságnak előbb-utóbb mennie kellett. Indián népvándorlás indult meg dél felé.
A szeminolok indián ősei az 1760-as években hatoltak be a korábbi őslakossága által elhagyott Floridába.
1776-ban az amerikai függetlenségi háború idején újabb nagy csoport alsó krík indián menekült Északkelet-Floridába (ma Tampa).
Azok akik Floridába jöttek, később úgy váltak ismertté, mint szeminol indiánok. A szeminol szót először hivatalosan John Stuart, a Déli Körzet Indián Közügyeinek Főfelügyelője említi. Korábbi 1764-es értekezésében azonban még nem használja a szeminol nevet.
Úgy tűnik, hogy ez az egész csoport úgy lett szeminol, ahogy az Európából bevándorolt emberek amerikaiak. Más-más törzsbe tartoztak, különböző nyelvet beszéltek, de szocio-politikai kapcsolataik, kulturális szokásaik és nyelvük alapján kétségtelenül bizonyos fokú rokonságban álltak egymással.
A "szeminol szövetségesek" kifejezés bizonyára jobban rájuk illett volna, mivel különböző csoportokból szerveződtek össze.
A szeminolok keveredése a fekete rabszolgákkal egy másik figyelmen kívül nem hagyható tényező. Sok szökött rabszolga (például az afrikai ibo, egba, szenegal és ashanti törzsből) menedéket talált az indiánok között. 1821 körül Floridában 34 szeminol település volt, ebből 31 indián és 3 negrid lakosságú.
Amikor 1783-ban angol fennhatóság alá került Florida, az indián törzsek délebbre vonultak. Ebben az időben még több szökött rabszolga menekült Floridába.
Ebben a korban más indiánok is menedéket kerestek Floridában. Key West-nél 1762 februárjában például a spanyolokat a yuchi indiánok támadták meg. A 18. század második felében a mikasuki, kreek, yamassee, yuchi, Oconee néven említett indiánok a szeminolok szövetségesei lehettek. A szeminolokkal ugyanakkor ezek a törzsek nem mutatnak vérrokonságot.

### Háborús évek
Az 1812-es háború idején a krík indiánok az angolokkal léptek szövetségre az Egyesült Államok ellen. Az amerikaiak a krík háború (1813-1814) során többszörösen megverték a krík indiánokat. Az elvesztett Horseshoe Bend csata után, 1814. március 27-én a krík indiánok földjük több mint kétharmadát át kellett hogy adják az Egyesült Államoknak. A Red Stick (Vörös Husáng) törzs tagjai nagy számban  menekültek Floridába. Így a már itt élő floridai indiánoknak kevesebb lakó- és vadászterület jutott. Ekkor Florida indián lakosainak száma 6000 lehetett, de pontos adatok nincsenek róla.
Az első szeminol háború (1817-1818) idején az események felgyorsultak, amikor a szeminol főnök, Neamathla figyelmeztette az Egyesült Államokat, hogy csapatai ne lépjék át a szeminol vadászterületek határát. Válaszul 250 katona támadta meg az első indián falut. Ismét Jackson generális jelent meg a színen, s az elkövetkezendő 50 év háború katasztrofális volt a szeminolok számára.
Eddig Florida spanyol terület volt, 1819-ben azonban 5 millió dollárért átengedték az Egyesült Államoknak. A kongresszus jóváhagyta az egyezményt. John Quincy Adams külügyminiszter Jackson generálist bízta meg a földek átvételével, az állam kormányzásával, egy területi kormány alakításával. Ez nagyban meghatározta a szeminolok jövőjét.

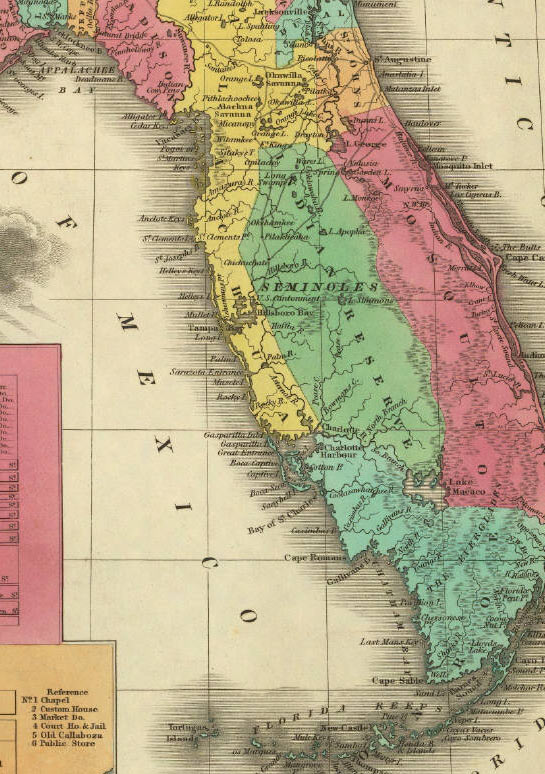
Az 1823-ban kijelölt szeminol rezervátum (zölddel)

1823. szeptember 6-án 70 szeminol vezető találkozott Florida új kormányzójával. A szeminolok csak 60 éve éltek a félszigeten. Bennszülöttek voltak, de nem Florida eredeti lakosai. Ennek ellenére elismerték a szeminol indián népet, és a számukra kijelölt közép-floridai rezervátumba küldték őket.
A fehérek floridai terjeszkedésének azonban itt is akadályt jelentett az indián lakosság. Az Egyesült Államok kormánya sürgette a kitelepítésüket Floridából. 1832-ben néhány szeminol vezető aláírta a rájuk kényszerített indiánkitelepítési határozatot. A szeminolok többségét, kb. 3000 embert kényszerítettek kitelepülésre a Mississippitól nyugatra eső Indián Területekre (Indián Territory, ma Oklahoma), kb. 300-500 indián azonban úgy döntött, hogy az Everglades mocsaraiban marad és harcol földjeiért. 1835-ben megkezdődött a második szeminol háború, melyet később még egy háború követett.

### A szeminol nemzet elismerése
1934-ben az Egyesült Államok kormánya jóváhagyta az Indián Újraszervezési Határozatot (Indian Reorganization Act), amely bizonyos jogokat biztosított az indiánok számára. 1957-ben az Egyesült Államok kormánya elismerte a szeminol nemzet szuverenitását.

## Nyelv
Nyelvük a krík nyelv, amely a maszkagí nyelvcsalád krík csoportjához tartozik, és megegyezik a krík indiánok nyelvével.
Nyelvükben két eltérő dialektus fedezhető fel, a muszkogí (angolos írásmóddal: Muskogee) és a hicsiti (Hitchiti). Valaha a muszkogí dialektust használták tárgyalásokra és a kereskedelmi kapcsolatokra.
Egyik dialektusnak sincs írott formája.
Sok floridai város, megye, folyó és tó ma is viseli a szeminol (krík) vagy mikkoszuki nevét.
Néhány ilyen név a Hialeah („préri”), Immokalee („táborhelyem”), Miami („ez a hely”), Ocala („forrás”), Palatka („vízi átkelő hely”), Yeehaw („farkas”), Pahokee („füves víz”), Apopka („krumplievő hely”), Okeechobee („nagy víz”).